# Willochra
Die Willochra war ein 1913 in Dienst gestelltes Passagierschiff der australischen Reederei Adelaide Steamship Company, das nach dem Verkauf 1919 an das Furness, Withy & Co.-Imperium unter dem Namen RMS Fort Victoria im Dienst war. Das Schiff sank 1929 nach einer Schiffskollision kurz nach dem Auslaufen aus dem New Yorker Hafen.

## Das Schiff
Das 7.784 BRT große Dampfschiff Willochra wurde auf der Werft William Beardmore and Company im schottischen Dalmuir gebaut. Das 125,36 Meter lange und 17,28 Meter breite Schiff wurde für die Adelaide Steamship Company, die ihren Sitz in Adelaide hatte, gebaut. Sie war mit zwei Vierfachexpansions-Dampfmaschinen ausgestattet, die 1374 nominale Pferdestärken leisteten und mit denen eine Höchstgeschwindigkeit von 16 Knoten (29,6 km/h) ermöglichten.
Die Willochra hatte zwei Schwesterschiffe, die bei derselben Werft entstanden: Die Warilda (7.713 BRT), die am 3. August 1918 im Ärmelkanal von einem deutschen U-Boot versenkt wurde und die Wandilla (7.785 BRT), die am 10. September 1942 vor Libyen bei einem britischen Luftangriff versenkt wurde. Die drei aus Stahl gebauten Schiffe hatten je einen Schornstein, zwei Masten, zwei Propeller und waren mit Passagierunterkünften für 231 Passagiere der Ersten, 120 der Zweiten und 72 der Dritten Klasse ausgestattet.
Die Willochra lief am 14. August 1912 vom Stapel und wurde am 7. Februar 1913 fertiggestellt. Im selben Jahr wurde sie vorübergehend von der neuseeländischen Reederei Union Steam Ship Company (USS Co.) gechartert. Ab 1914 diente das Schiff als Truppentransporter für die Royal Australian Navy im Ersten Weltkrieg.
1919 wurde das Schiff an die Quebec Steamship Company verkauft, die ein Teil der britischen Reederei Furness, Withy & Co. mit Sitz in Montreal war. Der Dampfer bekam den Namen RMS Fort Victoria, bevor er 1921 an die Bermudas & West Indies Steamship Company ging, die ebenfalls zu Furness, Withy & Co. gehörte und ihren Sitz in Hamilton auf den Bermudas hatte. Das Schiff wurde mit Unterkünften für 400 Passagiere Erster Klasse ausgestattet und im New York-Bermuda-Service eingesetzt.
Am 18. Dezember 1929 legte die Fort Victoria mit 255 Passagieren an Bord unter dem Kommando von Kapitän Albert R. Francis zu einer weiteren Fahrt von New York nach Hamilton ab. Da dichter Nebel herrschte, stoppte das Schiff in der Meerenge Ambrose Channel, um eine Besserung der Wetterlage abzuwarten. Dabei wurde sie von der Algonquin, einem Passagierdampfer der amerikanischen Reederei Clyde-Mallory Line, gerammt. Die Algonquin wollte aus Galveston kommend in New York einlaufen. Ihr Bug bohrte sich in die Backbordseite der Fort Victoria.
Beide Schiffe setzten daraufhin Notrufe ab, die von der United States Coast Guard und anderen Schiffen in der Nähe empfangen wurden. Alle Passagiere und Besatzungsmitglieder konnten gerettet werden, bevor die Fort Victoria sank. Ihr Wrack liegt auf der Position 40° 28′ 36″ N, 73° 53′ 6″ W. Die Bauwerft Vickers-Armstrong wurde mit dem Bau eines Ersatzes, der Monarch of Bermuda, beauftragt, die 1933 in Dienst gestellt wurde.